# Harbury
Harbury est un village et une paroisse civile du district de Stratford-on-Avon dans le Warwickshire, en Angleterre. Il se trouve à environ 5 kilomètres à l'ouest-sud-ouest de Southam et à environ 8 kilomètres au sud-est de Royal Leamington Spa. La paroisse comprend le hameau de Deppers Bridge. Le recensement de 2011 a enregistré la population de la paroisse à 2 420 habitants.
La paroisse s'étend sur 1 375 hectares. Il est délimité par la rivière Itchen à l'est, Fosse Way au nord-ouest, une petite route au sud et des limites de champ sur ses autres côtés. Les paroisses adjacentes sont Bishop's Itchington, Bishop's Tachbrook, Chesterton, Ladbroke et Southam.

## Jumelages
| Ville | Ville            | Pays | Pays   | Période     |
| ----- | ---------------- | ---- | ------ | ----------- |
|       | Samois-sur-Seine |      | France | depuis 1998 |